# Selago marlothii
Selago marlothii är en flenörtsväxtart som beskrevs av O.M. Hilliard. Selago marlothii ingår i släktet Selago och familjen flenörtsväxter. Inga underarter finns listade i Catalogue of Life.